# モヒンガー

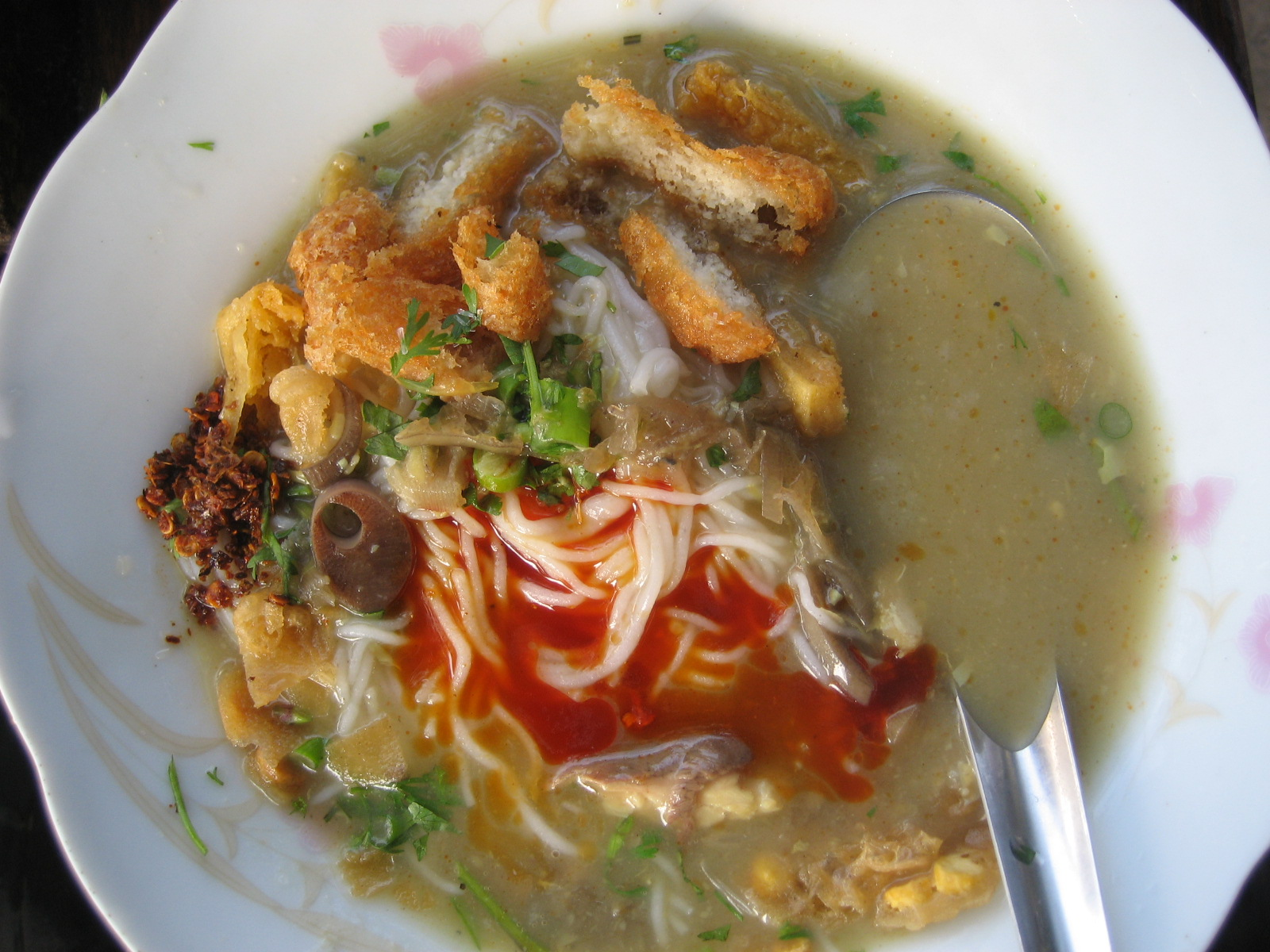
モヒンガー

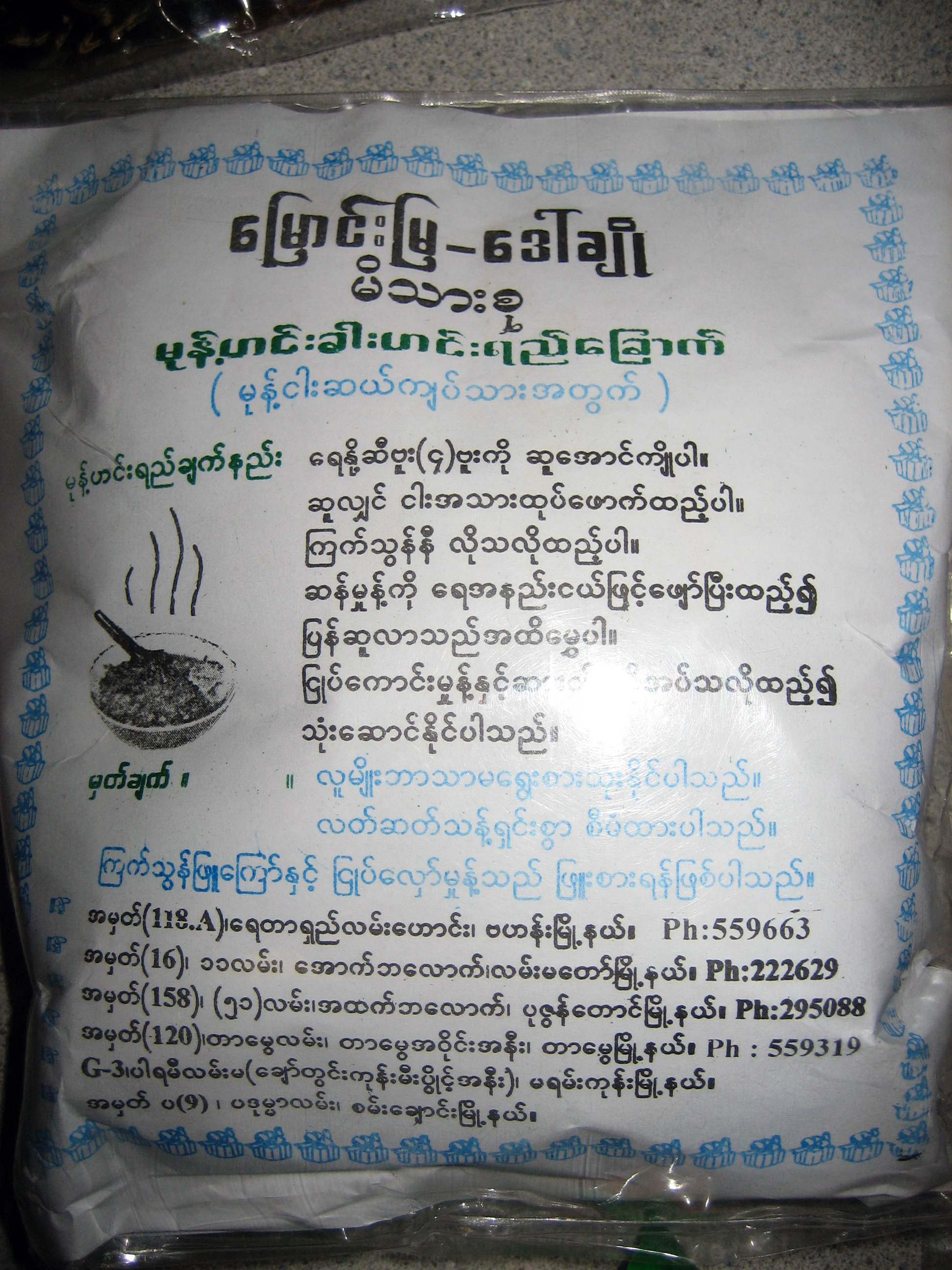
モヒンガーを作るためのインスタントのスープ。粉の形になっている。

モヒンガー (ビルマ語: မုန့်ဟင်းခါး /mo̰ʷNhɪ́ŋɡá/ モウンヒンガー; 綴りの通りにALA-LC翻字法でラテン文字転写すると munʻ'haṅʻ"khā" だが、英語などでは mohinga と表記) とは、ミャンマーで食べられている麺料理である。

## 概要
麺はライスヌードルを使用しており、スープはナマズなどの魚からとられている。ミャンマーの国民食的存在の食べ物として知られている。上にのせられる具は輪切りにしたゆで卵やバナナの芯、コリアンダーといったものである。
ミャンマーの屋台において、一般的な食べ物の1つである。たいていの屋台において、朝から用意されていて、朝食としてもよく食べられている。
なお、インスタントの粉末スープも存在する。

## 関連リンク
- ビルマ料理